# Будинг
Будинг (фр. Buding) насеље је и општина у североисточној Француској у региону Лорена, у департману Мозел која припада префектури Тионвил Ест.
По подацима из 2011. године у општини је живело 596 становника, а густина насељености је износила 93,71 становника/km². Општина се простире на површини од 6,36 km². Налази се на средњој надморској висини од 250 метара (максималној 306 m, а минималној 170 m).

## Демографија
| 1962. | 1968. | 1975. | 1982. | 1990. | 1999. | 2011. |
| ----- | ----- | ----- | ----- | ----- | ----- | ----- |
| 326   | 339   | 339   | 385   | 509   | 472   | 596   |

График промене броја становника у току последњих година